# Trepak (Lo schiaccianoci)

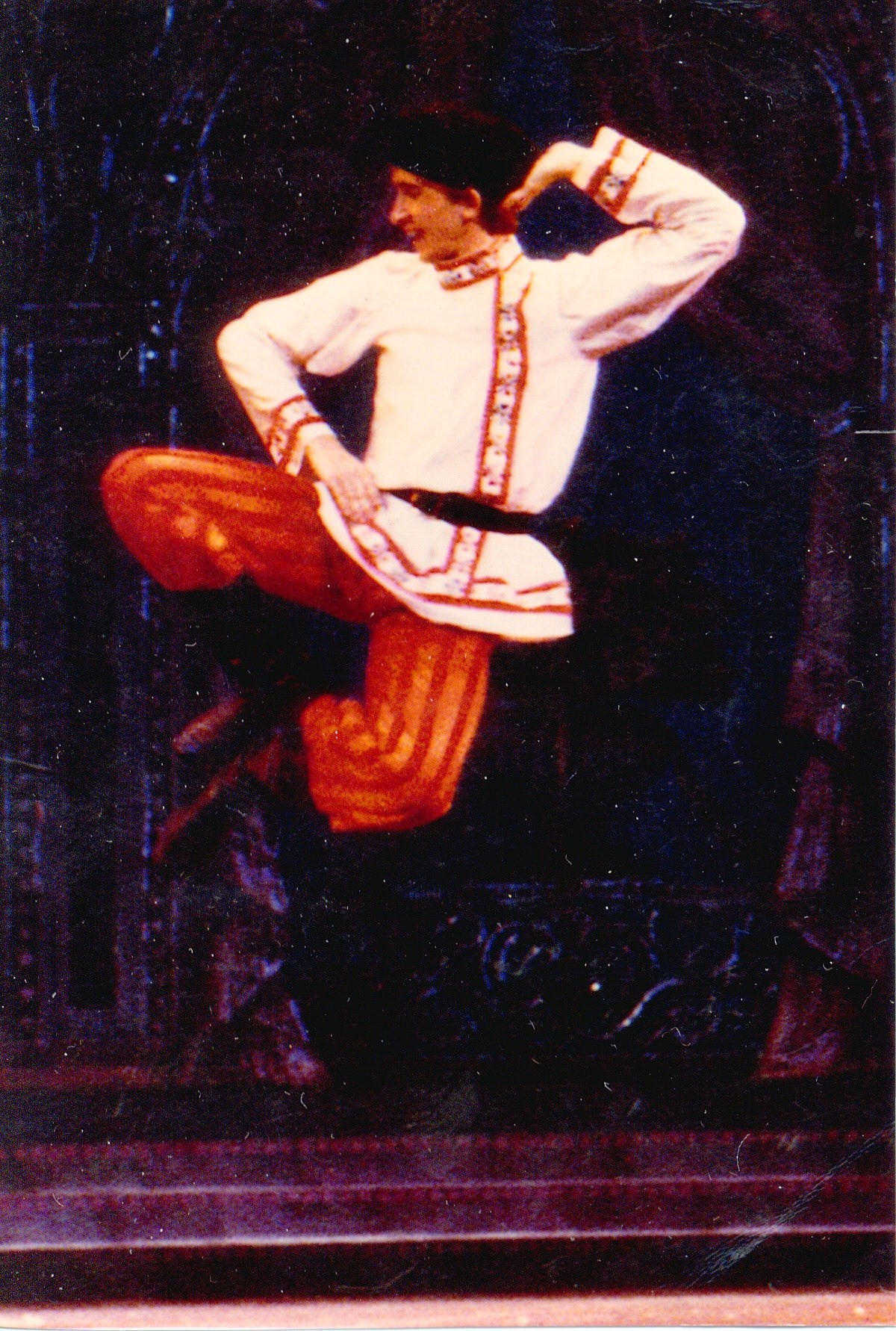
La danza russa in una rappresentazione dello Schiaccianoci.

La danza russa (in russo Русский танец?, traslitterato: Russkij tanec) o Trepak (in russo Трепак?) è una delle danze di carattere dal celebre balletto Lo schiaccianoci di Pëtr Il'ič Čajkovskij. Questa danza è basata sul trepak, una danza tradizionale russa e ucraina (in ucraino Трoпак?, traslitterato: tropak). La danza russa è anche uno degli otto brani che compongono la suite dello Schiaccianoci, op. 71a, composta nel 1892 come anteprima del balletto.

## Musica
Il brano fa parte del divertimento musicale (Divertissement) della prima scena del secondo atto del balletto. Le altre danze che compongono il divertissement sono: la Cioccolata (Danza spagnola), il Caffè (Danza araba) ed il Tè (Danza cinese). Lo schema ritmico della danza russa di Čajkovskij è AABA. Il tempo è molto vivace, prestissimo, e l’indicazione del tempo è 2/4. La tonalità del brano è il Sol maggiore.

## Nella cultura di massa
- La danza russa è presente nel film Fantasia, nella sequenza della Suite dello Schiaccianoci. In questa scena dei fiori prendono il posto dei ballerini, con dei cardi che ricordano degli uomini con i colbacchi e delle orchidee che sembrano delle contadine russe che indossano un foulard.

- Alcuni brevi arrangiamenti delle prime note del Trepak sono utilizzati come tema della vittoria nella versione per Game Boy del videogioco Tetris.[1]